# 6ns Premis AVN
La cerimònia dels 6ns Premis AVN, organitzada per Adult Video News (AVN), va tenir lloc el 9 de gener de 1989, al Tropicana Hotel and Casino a Paradise (Nevada). Durant la cerimònia, els Premis AVN es van presentar en 41 categories, a més de diversos premis addicionals, en homenatge a pel·lícules pornogràfiques estrenades entre l'1 de gener de 1988 i el 31 de desembre de 1988.
Cat Woman, una pel·lícula gravada en vídeo, va guanyar la majoria de premis, amb cinc, mentre que la millor pel·lícula va ser per Pretty Peaches II, que va guanyar quatre premis.

## Guanyadors i nominats
Els nominats per als 6è premis AVN es van anunciar al número de gener de 1989 de la revista Adult Video News. Tres pel·lícules, Amanda by Night II, Portrait' of an Affair i Pretty Peaches II, cadascuna va tenir 10 nominacions, la majoria de l'any.
Els guanyadors es van anunciar durant la cerimònia de lliurament de premis el 9 de gener de 1989.

### Premis

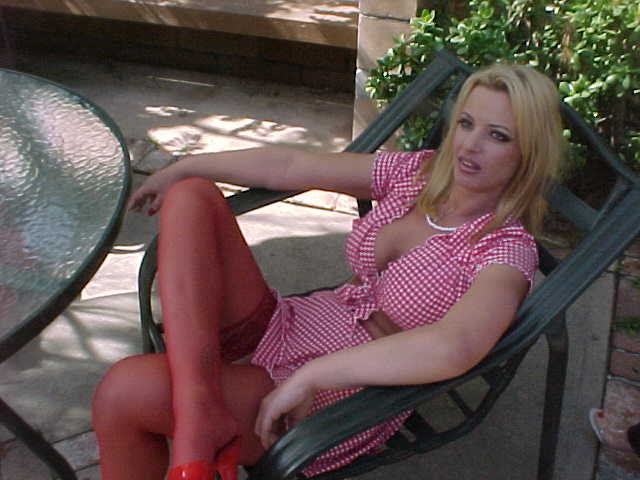
Aja, guanyadora del premi a la nova estrella

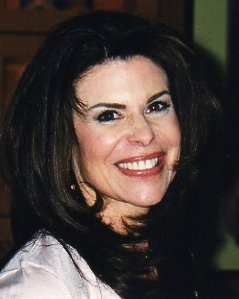
Ona Zee, guanyadora del de millor actriu en pel·lícula

Els guanyadors s'enumeren en primer lloc, es destaquen en negreta i s'indiquen amb una doble daga ().
| Millor llargmetratge | Millor vídeo |
| --- | --- |
| - Pretty Peaches II - Amanda by Night II - Deep Inside Trading - Miami Spice II - Portrait of an Affair | - Cat Woman - Addicted to Love - Black Widow - Case of the Sensuous Sinners - The Final Taboo - Ghostess with the Mostess - Maxine - Raw Talent III - Sinners - Taboo VI |
| Millor nova estrella | Millor actor—Vídeo gai |
| - Aja - Kascha - Lynn LeMay - Charli St. Cyre - Amanda Tyler | - Kevin Glover, The Next Valentino - Tom Brock, They Grow ‘Em Big - Randy Cochran, Making It Big - Steve Hammond, Touch Me - Jon Vincent, Heavenly |
| Millor actor—Llargmetratge | Millor actriu—Llargmetratge |
| - Robert Bullock, Portrait of an Affair - John Leslie, Miami Spice II - Herschel Savage, Amanda by Night II | - Ona Zee, Portrait of an Affair - Siobhan Hunter, Pretty Peaches II - Krista Lane, Deep Inside Trading |
| Millor actor—rodada en vídeo | Millor actriu—rodada en vídeo |
| - Jon Martin, Case of the Sensuous Sinners - Buck Adams, Rockey X—The Final Round - Robert Bullock, Maxine - Jesse Eastern, Beverly Thrillbillies - John Leslie, Dy Nasty - John Leslie, Addicted to Love - Joey Silvera, Angel Puss - Randy Spears, Portrait of a Nymph - Paul Thomas, Sinners - Randy West, The Young and the Wrestling | - Barbara Dare, Naked Stranger - Tracey Adams, Talk Dirty To Me, Part VI - Eva Allen, Ghostess with the Mostess - Champagne, Dreams in the Forbidden Zone - Nina Hartley, Taboo VI - Angel Kelly, Addicted to Love - Ariel Knight, Candy’s Little Sister Sugar - Porsche Lynn, Maxine - Shanna McCullough, Babylon Pink II - Laurie Smith, Sinners |
| Millor actor secundari—Llargmetratge | Millor actriu secundària—Llargmetratge |
| - Jamie Gillis, Pretty Peaches II - Robert Bullock, Amanda by Night II - Billy Dee, Amanda by Night II - Mike Horner, Portrait of an Affair - Peter North, Pretty Peaches II | - Nina Hartley, Portrait of an Affair - Tracey Adams, Pretty Peaches II - Crystal Breeze, Head Waitress - Siobhan Hunter, Deep Inside Trading - Krista Lane, Portrait of an Affair |
| Millor actor secundari—rodada en vídeo | Millor actriu secundària—rodada en vídeo |
| - Richard Pacheco, Sensual Escape - Randy Paul, The Horneymooners - Rick Savage, Black Widow - Randy Spears, Case of the Sensuous Sinners - Ray Victory, Cat Woman | - Jacqueline Lorians, Beauty and the Beast - Kimberly Carson, Sinners - Nina Hartley, Sensual Escape - Lynn LeMay, Power Blonde - Sharon Mitchell, Maxine - Alicia Monet, Goin’ Down Slow - Britt Morgan, Taboo VI - Ona Zee, Raw Talent III |
| Millor director—Llargmetratge | Millor director—rodada en vídeo |
| - Alex de Renzy, Pretty Peaches II - Jack Remy, Amanda by Night II - L. Vincent Revene, Deep Inside Trading - Anthony Spinelli, Portrait of an Affair - Svetlana, Miami Spice II | - John Leslie, Cat Woman - Alex de Renzy, Ghostess with the Mostess - Scotty Fox, Case of the Sensuous Sinners - Cecil Howard, Sinners - Robert McCallum, Taboo VI - Henri Pachard, Talk Dirty to Me, Part VI - Jay Paul, Raw Talent III - Candida Royalle, Gloria Leonard, Per Sjostedt; Sensual Escape - Anthony Spinelli, The Last Condom - Paul Thomas, Addicted to Love |
| Millor director—Vídeo bisexual | Millor director—Vídeo gai |
| - Paul Norman, Bi and Beyond - Richard Mailer, Switch Hitters III - Paul Norman, Bi and Beyond II | - Jim West, The Next Valentino - Jean-Daniel Cadinot, Getting Even - Gunnar Hyde, Minute Man, Series 3 - Scott Masters, Head of the Class - John Travis, They Grow ‘Em Big |
| Millor vídeo All-Sex | Millor vídeo de compilació |
| - Angel Puss - Black Fox - Caught from Behind 8 - Dreams in the Forbidden Zone - Matched Pairs | - Only the Best of Men's and Women's Fantasies - All My Best, Barbara - The Big Sleazy - Eroticism in Black - Forbidden Worlds - No Man’s Land - Only the Best of Breasts - Rachel Ryan |
| Millor estrena estrangera | Millor cinta d’especialitat |
| - Devil in Mr. Holmes - Bored Games - Cocktail Party - Insatiable Janine - Outrageous Games | - Loose Ends IV - Anal Pleasures - Barbii Bound - Caught from Behind 8 - Loose Ends V |
| Millor pel·lícula softcore | Millor estrena en vídeo softcore |
| - Erotic Dreams - The Big Bet - Infamous Daughter of Fanny Hill - A Man in Love - Takin' It All Off | - Playboy Playmate Calendar—1989 - Drive-in Matinee - Encounters III - Sheer Heaven - Sizzling Spring Break Girls |
| Millor Vídeo bisexual | Millor Vídeo gai |
| - Bi and Beyond - Bi and Beyond II - Split Decision - Switch Hitters III | - Touch Me - Minute Man, Series 3 - The Next Valentino - Northwest Passage - Top Man |
| Millor cinta de llargmetratge (sèrie) | Cintes per adults més venudes/llogueres de l'any |
| - Star Director's Series—Sensual Escape - Parliament Video Magazine Line - Teasers Home Video—First 6 Vol. | Van ser guardonades com a cinta per a adults més venuda de l'any Miami Spice II i a la millor cinta per a adults de lloguer de l'any Devil in Mr. Holmes. |
| Millor actuació no sexual | Millor escena sexual—Llargmetratge |
| - Jose Duval, Pillowman - Jack Baker, Debbie, Class of ’88 - Scott Baker, Raw Talent III - Long Chainey, The Sex Life of Mata Hari - William Margold, Born to Burn | - Nina Hartley, Herschel Savage; Amanda by Night II - Krista Lane, Mike Horner; Amanda by Night II - Candie Evans, Marc Wallice; Boiling Desires - Ona Zee, Nina Hartley; Portrait of an Affair - Janette Littledove, Buck Adams; Pretty Peaches II |
| Millor escena sexual—rodada en vídeo (parella) | Millor escena sexual—rodada en vídeo (grup) |
| - Nina Hartley, Richard Pacheco; Sensual Escape - Angel Kelly, Joey Silvera; Addicted to Love - Janette Littledove, Buck Adams; Amorous Adventures of Littledove - Kathleen Jentry, Joey Silvera; Bar scene, Cat Woman - Kathleen Jentry, John Stagliano; Dance Fire - Eva Allen, Tom Byron; Ghostess with the Mostess - Barbara Dare, Tom Byron; Naked Stranger - Alicia Monet, Joey Silvera; Suzie Superstar—The Search Continues - Nina Hartley, Joey Silvera; Taboo VI - Samantha Strong, Mike Horner; Watch Me Sparkle | - Aja, Dana Lynn, Lisa Bright, Blake Palmer, Joey Silvera; Seance/orgy scene, Ghostess with the Mostess - Shanna McCullough, Peter North, Tom Byron, Joey Silvera; Angel Puss - Trinity Loren, Nina DePonca, Shane Hunter; Dream sequence, Dreams in the Forbidden Zone - Shanna McCullough, Ariel Knight, John Leslie; Dy Nasty - Stephanie Rage, Damien Cashmere, bikers; Heiress - Shanna McCullough, Mike Horner, Megan Leigh; Love Lies - Stephanie Rage, Ona Zee, Rick Savage; Raw Talent III - Jerry Butler, others; Subway sequence, Raw Talent III - Barbara Dare, Jennifer Miles, Stephen Ray; Sex in Dangerous Places - Aja, Peter North, Trinity Loren; Surfside Sex |
| Millor guió—Llargmetratge | Millor guió—rodada en vídeo |
| - Harold Lime, Amanda by Night II - Marty Anderson, Mark Ubell; Deep Inside Trading - Phil Cara, Miami Spice II - Michael Ellis, Portrait of an Affair - Alex de Renzy, Pretty Peaches II | - Mark Weiss, John Leslie; Cat Woman - Mark Cushman, Paul Thomas; Addicted to Love - Paul Thomas, Black Widow - Cash Markman, Chad Randolph; Case of the Sensuous Sinners - Michelle Stevens, The Final Taboo - John Leslie, Goin’ Down Slow - Guy Strangeways, Invasion of the Samurai Sluts from Hell - Michael Ellis, The Last Condom - Joyce Snyder, Raw Talent III - Anne Randall, Sinners |
| Millor direcció artística | Millor banda sonora |
| - Maxine - Dreams in the Forbidden Zone - Miami Spice II - Pillowman - Sinners | - Taboo VI - Cabaret Sin - Dreams in the Forbidden Zone - Hawaii Vice - Sensual Escape |
| Millor muntatge | Millor muntatge en vídeo |
| - Alex de Renzy, Pretty Peaches II - Lucas Tele Productions, Amanda by Night II - Giorgio Grande, Devil in Mr. Holmes - Leon Gucci, Head Waitress - David Marsh, Miami Spice | - John Leslie, Cat Woman - Michael Cates, Addicted to Love - Gerard Damiano, Paula Damiano; Candy’s Little Sister Sugar - James MacReading, Dreams in the Forbidden Zone - Alex de Renzy, Ghostess with the Mostess - Marshall Dylan, Hard Core Cafe - Arthur King, Maxine - Adam Della, Pacific Intrigue - John Leslie, Pillowman - Gloria Leonard, James MacReading, Per Sjostedt; Sensual Escape |
| Millor fotografia | Millor videografia |
| - Mr. Ed, Miami Spice II - Jack Remy, Amanda by Night II - L. Vincent Revene, Deep Inside Trading - Jim Slater, Portrait of an Affair - Alex de Renzy, Pretty Peaches II | - Jack Remy, Cat Woman - Michael Cates, Addicted to Love - Scotty Fox, Case of the Sensuous Sinners - Michael Cates, Conflict - Jane Waters, John Stagliano; Dance Fire - Pablo La Pel, Jane Waters; Dreams in the Forbidden Zone - Tom Hawaii, Pacific Intrigue - Jack Remy, Pillowman - Mot Rebrag, Sensual Escape - Robert McCallum, Taboo VI |
| Millor concepte de la cobertura de la caixa | Millor campanya de màrqueting global |
| - Screwdriver, Coast to Coast Video - Amateur Night, Coast to Coast Video - Broadway Brat, Vivid Video - Conflict, Vidco - Hawaii Vice, CDI Home Video - Heiress, Vivid Video - Last Temptations of Kristi, Moonlight Entertainment - Loose Ends V, 4-Play Video - Miami Spice II, Caballero Home Video - Where the Boys Aren’t, Vivid Video | - Hawaii Vice, CDI Home Video - Angel’s Back, Intropics Video - Arrow Sell-Through Program, Arrow Films & Video - Caballero Sell-Through Program, Caballero Home Video - Conflict, Vidco - Devil in Mr. Holmes, Paradise Visuals - Good Morning Saigon, Zane Entertainment Group - Loose Ends V, 4-Play Video - VCA Sell-Through Program, VCA Pictures - Vidway's Debut, Vidway |
| Millor empaquetament | Millor empaquetament—Vídeo gai |
| - Broadway Brat, Vivid Video - Back to Rears, Vivid Video - Debbie 4 Hire, AVC - The Final Taboo, Caballero Home Video - Hawaii Vice, CDI Home Video - Heiress, Vivid Video - Jamie Loves Jeff, Vivid Video - Miami Spice II, Caballero Home Video - Screwdriver, Coast to Coast Video - Sex Lies, Fantasy Home Video | - In the Raw, In Hand Video - In the Black, In Hand Video - Mannequin Man, Vivid Video - My Best Buddy, Catalina Video - Ranch Hand, In Hand Video - The Rites of Summer, Vivid Video - Streaks, In Hand Video - Stryker Force, Huge Video - Superhunks, Vivid Video - Taxi, In Hand Video |

### Premis AVN honoraris

#### Premi especial a l'assoliment
Els premis especials d'assoliments AVN es van lliurar a tres membres de la indústria per les seves batalles legals:
- Marty Rothstein de Model Distributors
- Steve Touchin de Bijou Video
- Hal Freeman de Hollywood Video[2]

#### Saló de la fama
Els membres introduïts al Saló de la Fama d'AVN de 1989 foren: Annette Haven, Tracey Adams, Nina Hartley, Sharon Mitchell, Amber Lynn, Paul Thomas, Alex de Renzy, Henri Pachard. Tots ells foren proposats per la redacció de la revista Adult Video News.

### Múltiples nominacions i premis
Les següents pel·lícules van rebre la majoria de les nominacions:
| Nominacions | Pel·lícula                   |
| ----------- | ---------------------------- |
| 10          | Amanda by Night II           |
| 10          | Portrait of an Affair        |
| 10          | Pretty Peaches II            |
| 9           | Miami Spice II               |
| 8           | Addicted to Love             |
| 8           | Sensual Escape               |
| 7           | Cat Woman                    |
| 7           | Dreams in the Forbidden Zone |
| 7           | Raw Talent III               |
| 7           | Sinners                      |
| 7           | Taboo VI                     |
| 6           | Case of the Sensuous Sinners |
| 6           | Deep Inside Trading          |
| 6           | Ghostess with the Mostess    |
| 6           | Maxine                       |
| 4           | Hawaii Vice                  |
| 4           | Pillowman                    |

Les següents nou pel·lícules van rebre múltiples premis:
| Premis | Pel·lícula            |
| ------ | --------------------- |
| 5      | Cat Woman             |
| 4      | Pretty Peaches II     |
| 3      | Portrait of an Affair |
| 3      | Sensual Escape        |
| 2      | Amanda by Night II    |
| 2      | Bi and Beyond         |
| 2      | Devil in Mr. Holmes   |
| 2      | Miami Spice II        |
| 2      | The Next Valentino    |

## Presentadors i intèrprets
Les persones següents van presentar premis o interpretar números musicals.

### Presentadors
Entre els que van lliurar els premis hi havia: Samantha Strong, Angel Kelly, Tom Steele, Megan Leigh i Jerry Butler.

### Intèrprets
L'actor John Leslie va obrir l'espectacle cantant i tocant harmònica. The Moonlight Entertainers va ser la banda en directe durant l'espectacle.

## Informació de la cerimònia
Aquest va ser el quart programa dels premis AVN en directe (no hi va haver cap espectacle els dos primers anys) i, en aquell moment, era l'últim espectacle que encara es coneixia com l'espectacle "Premis AVNA". També va ser el primer que va cobrar l'entrada, amb beneficis destinats a l'Adult Video Association per una causa legal. L'esdeveniment va durar 110 minuts.
La revista Hustler va dir: "La cerimònia en si és tan tediosa com ho poden ser aquesta mena de coses."
Les plaques van ser guardonades com a cinta per a adults més venuda de l'any a Miami Spice II i com a millor cinta per a adults de lloguer de l'any a Devil in Mr. Holmes.